# Grup hidroxi
Un grup hidroxi (abans grup hidroxil o oxhidril) és un grup funcional o característic dels composts orgànics format per un àtom d'oxigen enllaçat a un d'hidrogen, de fórmula {\displaystyle {\ce {-OH}}}.

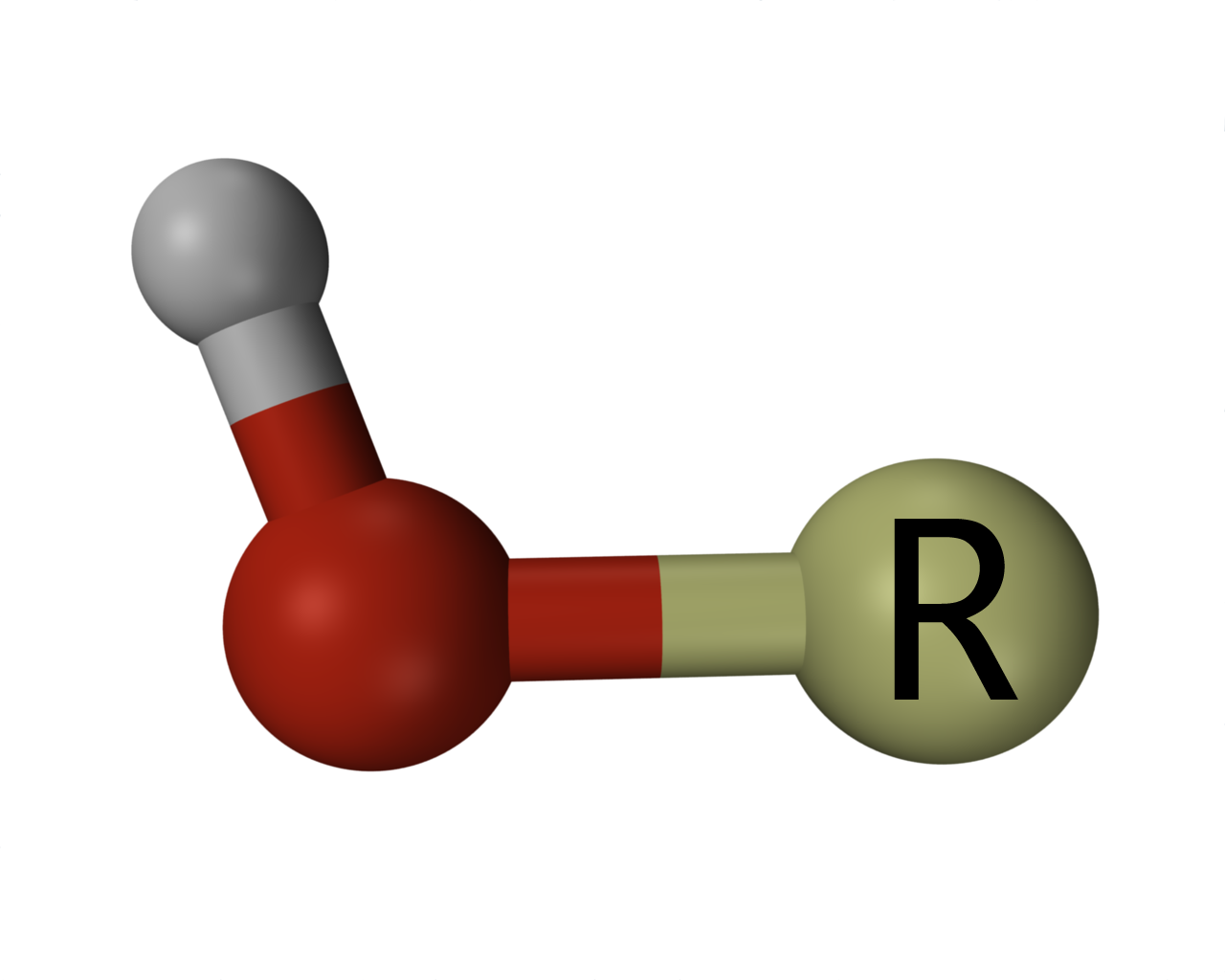
Model 3D d'un grup hidroxi enllaçat a una cadena de carbonis simbolitzada per R. En blanc l'àtom d'hidrogen i en vermell el d'oxigen.

L'oxigen, al grup hidroxi, es troba enllaçat a un àtom d'hidrogen mitjançant un enllaç covalent simple, o enllaç σ, quedant-li una valència lliure amb la qual es pot enllaçar a una cadena de carbonis. Per a formar enllaços covalents, l'àtom d'oxigen empra orbitals híbrids sp3, dirigits segons els vèrtexs d'un tetraedre i separats entre ells amb angles de 109,5°. Dos d'aquests orbitals estan ocupats per dues parelles d'electrons, un d'ell forma un enllaç σ amb l'àtom d'hidrogen, i el quart orbital sp3 queda disponible per formar un enllaç σ amb la cadena de carbonis. Aquest enllaç i el d'hidrogen formaran quedaran separats amb un angle de 109,5°.

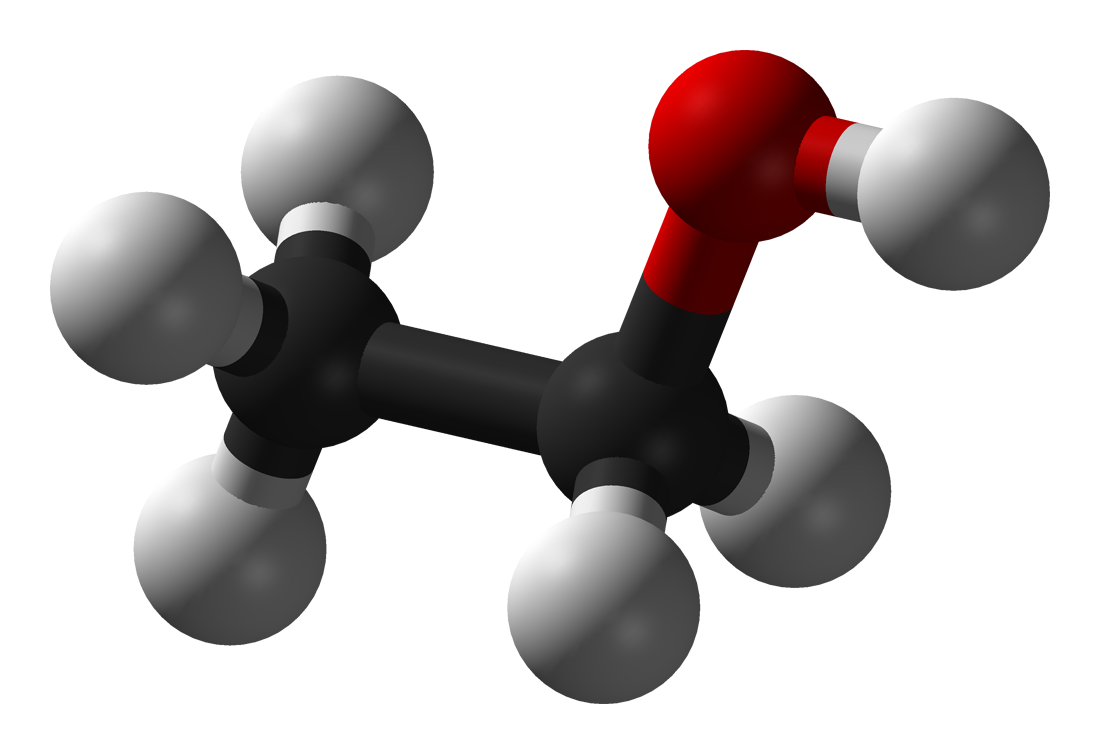
Model 3D de l'etanol CH3-CH2-OH.

Els compostos orgànics més importants que contenen grups hidroxi s'anomenen alcohols si la cadena és lineal i fenols si la cadena és un grup aromàtic.